# あきる野市立西中学校
あきる野市立西中学校（あきるのしりつ にしちゅうがっこう）は、東京都あきる野市上代継にある公立中学校。通称は西中（にしちゅう）。

## 沿革
- 1979年（昭和54年）
  - 校舎を落成[2]。
  - 4月1日 - 秋川市立西中学校として開校[3][4]。
  - 7月11日 - 校章を制定[4]。
  - 10月31日 - 校歌および校旗を制定。体育館を落成[4]。
- 1985年（昭和60年）3月15日 - 校舎東側を増築[4]。
- 1988年（昭和63年）11月19日 - 創立10周年を記念し、花壇・方位盤の設置と各校門に名称を設定[4]。
- 1995年（平成7年）
  - 1月31日 - 柔剣道場（クラブハウス）を落成[4]。
  - 9月1日 - 市町合併によるあきる野市発足に伴い、「あきる野市立西中学校」に改称[3]。
- 1996年（平成8年） - 文部省より、豊かな心をはぐくむ教育推進事業研究協力校に指定（2年間）[4]。
- 1998年（平成10年）10月31日 - 創立20周年を記念し、思いやる心の碑、コスモス街道を設置[4]。
- 2008年（平成20年）11月15日 - 創立30周年を記念し、河津桜を植樹[4]。
- 2009年（平成21年）4月1日 - 特別支援学級（6組）を開設[4]。
- 2010年（平成22年）10月29日 - 体育館の耐震補強工事を実施[4]。
- 2011年（平成23年）10月31日 - 校舎の耐震補強工事を実施[4]。
- 2015年（平成27年）4月1日 - オリンピック・パラリンピック教育推進校に指定[4]。
- 2020年度（令和2年度） - 体力向上推進優秀校として表彰される[5]。

## 部活動

### 運動部
- 野球部
- 陸上競技部
- サッカー部
- バレーボール部
- 女子バスケットボール部
- 剣道部

### 文化部
- 吹奏楽部
- 美術部
- 手工芸部
- ボランティア部

出典：

## 施設概要
主な施設。面積は延床面積を記載。
- 校舎（5,017 m2[5]） - 1979年竣工の鉄筋コンクリート造4階建て[2]。
- 体育館（1,037 m2[2]） - 1979年竣工の鉄骨造2階建て[4][2]。
- 柔剣道場（501.46 m2[7]） - 1995年竣工の鉄骨造平屋建て[4][2]。
- プール（774 m2） - 幅は11メートルで、7コースある[7]。
- 校庭（16,160 m2[5]）

校地面積は23,463平方メートルである。

## アクセス
JR五日市線秋川駅北口から徒歩15分、武蔵引田駅から徒歩11分

## 周辺
- 千代原公園
- 西多摩療育支援センター
- 東京都立あきる野学園
- H.U. Bioness Complex

## 著名な出身者
- 榊原美沙都 - バレーボール選手[8]